# Hylaeus perforatus
Hylaeus perforatus är en biart som först beskrevs av Smith 1873.  Hylaeus perforatus ingår i släktet citronbin, och familjen korttungebin. Inga underarter finns listade i Catalogue of Life.